# Championnats d'Europe de boxe amateur 1975
Navigation
Édition précédente Édition suivante
La 21e édition des championnats d'Europe de boxe amateur s'est déroulée à Katowice, Pologne, du 1er au 8 juin 1975. 

## Résultats

### Podiums
| Catégories                    | Or                  | Argent               | Bronze                        |
| Poids mi-mouches (-48 kg)     | Aleksandr Tkachenko | Enrique Rodríguez    | György Gedó Remus Cosma       |
| Poids mouches (-51 kg)        | Vladislav Sasypko   | Constantin Gruiescu  | Sándor Orbán Charlie Magri    |
| Poids coqs (-54 kg)           | Viktor Rybakov      | Tzatcha Andrejkovski | Mircea Tone Milan Piskač      |
| Poids plumes (-57 kg)         | Tibor Badari        | Branislav Ristić     | Antonio Rubio Patrick Cowdell |
| Poids légers (-60 kg)         | Simion Cuţov        | Valeriy Lvov         | Ryszard Tomczyk András Botos  |
| Poids super-légers (-63,5 kg) | Valeriy Limassov    | József Nagy          | Ulrich Beyer Bajram Hasani    |
| Poids welters (-67 kg)        | Kalevi Marjamaa     | Victor Zilberman     | Jerzy Rybicki Ib Bötcher      |
| Poids super-welters (-71 kg)  | Wiesław Rudkowski   | Viktor Savchenko     | Franz Dorfer Mihály Rapcsák   |
| Poids moyens (-75 kg)         | Vyacheslav Lemeshev | Bernd Wittenburg     | Jacek Kucharczyk Zdeněk Tykva |
| Poids mi-lourds (-81 kg)      | Anatoliy Klimanov   | Georgi Stojmenov     | Ottomar Sachse Radovan Bisić  |
| Poids lourds (+81 kg)         | Andrzej Biegalski   | Viktor Ulyanich      | Mircea Simon Garfield McEwan  |

### Tableau des médailles
| Place | Pays               | Médaille d'or, Europe | Médaille d'argent, Europe | Médaille de bronze, Europe | Total |
| ----- | ------------------ | --------------------- | ------------------------- | -------------------------- | ----- |
| 1     | Union soviétique   | 6                     | 3                         | 0                          | 9     |
| 2     | Pologne            | 2                     | 0                         | 3                          | 5     |
| 3     | Roumanie           | 1                     | 2                         | 3                          | 6     |
| 4     | Hongrie            | 1                     | 1                         | 4                          | 6     |
| 5     | Finlande           | 1                     | 0                         | 0                          | 1     |
| 6     | Bulgarie           | 0                     | 2                         | 0                          | 2     |
| 7     | Allemagne de l'Est | 0                     | 1                         | 2                          | 3     |
| 7     | Yougoslavie        | 0                     | 1                         | 2                          | 3     |
| 9     | Espagne            | 0                     | 1                         | 1                          | 2     |
| 10    | Angleterre         | 0                     | 0                         | 3                          | 3     |
| 11    | Tchécoslovaquie    | 0                     | 0                         | 2                          | 2     |
| 12    | Australie          | 0                     | 0                         | 1                          | 1     |
| 12    | Danemark           | 0                     | 0                         | 1                          | 1     |
| Total | 13 pays médaillés  | 11                    | 11                        | 22                         | 44    |